# Municipio de Washington (condado de Webster, Misuri)
El municipio de Washington (en inglés: Washington Township) es un municipio ubicado en el condado de Webster en el estado estadounidense de Misuri. En el año 2010 tenía una población de 1616 habitantes y una densidad poblacional de 14,81 personas por km².

## Geografía
El municipio de Washington se encuentra ubicado en las coordenadas 37°25′18″N 92°56′17″O / 37.42167, -92.93806. Según la Oficina del Censo de los Estados Unidos, el municipio tiene una superficie total de 109.09 km², de la cual 108,83 km² corresponden a tierra firme y (0,24 %) 0,26 km² es agua.

## Demografía
Según el censo de 2010, había 1616 personas residiendo en el municipio de Washington. La densidad de población era de 14,81 hab./km². De los 1616 habitantes, el municipio de Washington estaba compuesto por el 96,84 % blancos, el 0,19 % eran afroamericanos, el 1,05 % eran amerindios, el 0,06 % eran asiáticos, el 0,19 % eran de otras razas y el 1,67 % eran de una mezcla de razas. Del total de la población el 1,3 % eran hispanos o latinos de cualquier raza.